# Eugene Allen Smith
Eugene Allen Smith  ( 27 de octubre de 1841, Washington - 7 de septiembre de 1927, Tuscaloosa) fue un geólogo, zoólogo, botánico y explorador estadounidense
Por más de cincuenta años, fue geólogo del Estado, y Eugene Allen Smith aclaró los caminos para el desarrollo y utilización de los recursos naturales del Estado; descubriendo, cartografiando y publicando los recursos minerales, y otros, de Alabama.
Se gradúa en la Universidad de Alabama en 1862, donde fue asistente de Matemática y de Latín entre 1863 a 1865, y luego va a Europa y está tres años en las Universidades de Berlín, Gotinga, y Heidelberg, recibiendo en 1868 el Ph.D. de la última nombrada institución. En sus exploraciones utilizaba una cámara donde documentó miles de imágenes que se conservan aún.

## Algunas publicaciones
- 1925. Mineral industries of Alabama. Ed. Birmingham, Ala., Press of Birmingham Printing Co. 14 pp.
- Smith, EA; FP Chaffee. 1907. The underground water resources of Alabama. Ed. Brown Print. Co.
- 1906. Geological and artesian water map of Alabama. University, Ala. : Geological Survey of Alabama
- 1892. Sketch of the geology of Alabama. Ed. Birmingham, Roberts & Son, Lith., Print. & Binders. 36 pp.

### Libros
- Smith, EA; LC Johnson; DW Langdon, Jr., contribuciones a su Paleontología, de TH Aldrich, KM Cunningham. 1894. Report on the geology of the coastal plain of Alabama. Ed. Montgomery, Ala., Brown Print. Co. xxiv, 759 pp. XXXIX pl.
- Smith, EA; LC Johnson. 1887. Tertiary and Cretaceous strata of the Tuscaloosa, Tombigbee, and Alabama rivers. Ed. Washington, Govt. Print. Off. 189 pp.
- Mohr, CT. 1880. Preliminary list of the plants growing without cultivation in Alabama [microform] : from the collections made by Eugene A. Smith ... & Chas. Mohr. Ed. Tuscaloosa, Ala. 56 pp.

## Honores
Al haber ayudado a fundar el "Museo de Historia Natural de Alabama" en la Universidad de Alabama, se nombra en su honor el "Smith Hall".
- La abreviatura «E.A.Sm.» se emplea para indicar a Eugene Allen Smith como autoridad en la descripción y clasificación científica de los vegetales.[4]

## Abreviatura (zoología)
La abreviatura E.A.Smith  se emplea para indicar a Eugene Allen Smith como autoridad en la descripción y taxonomía en zoología.